# Банда (газонафтове родовище)
Банда — офшорне газонафтове родовище в Атлантичному океані біля узбережжя Мавританії. Розташоване у 55 км від Нуакшота, в 20 км на схід від офшорного нафтового родовища Chinguetti. Глибини океану в районі родовища складають 200—325 метрів.

## Опис
Родовище було відкрите у 2002 році внаслідок буріння свердловини Banda 1. У 2008 році спорудили дві оціночні свердловини Banda NW ST-1 та Banda East, які підтвердили поширення покладів та наявність зв'язку між всіма трьома свердловинами. Вуглеводні виявлено у відкладеннях міоцену.
У 2012 родовище визнали комерційним та почали підготовку до реалізації плану облаштування, за яким потрібно пробурити ще дві експлуатаційні свердловини. Від встановленого на океанському дні маніфольду до берегового газопереробного заводу пролягатиме підводний трубопровід довжиною 75 км та діаметром 250 мм (ще 6 км складатиме наземна ділянка до ГПЗ, для якого обрали місце у 9 км на північ від Нуакшоту). Підготований газ постачатиметься на заплановані до спорудження дві теплоелектростанції потужністю 180 та 120 МВт, якими займається компанія Societe de Production d'Electricite a partir du Gaz (SPEG).
Початок видобутку на родовищі очікується у другій половині 2010-х років. В майбутньому планується також використовувати інфраструктуру Банда для обслуговування розташованого поблизу нафтового родовища Тевет.
Запаси родовища оцінюються у 34 млрд м³ газу (видобувні) та 334 млн барелів нафти (геологічні).
Первісно оператором проекту була австралійська Woodside, яка поступилась своїми правами малазійській Petronas. Остання у 2011 році продала основну частину участі Tullow Oil (67 %), при цьому сама залишилась із долею у 15 % (іншими учасниками є Kufpec (13 %) та Premier Oil (5 %)). Проте у 2014 році і Tullow Oil вирішила полишити проект, що викликало чергову затримку із його реалізацією.